# Marienkirche (Delitzsch)

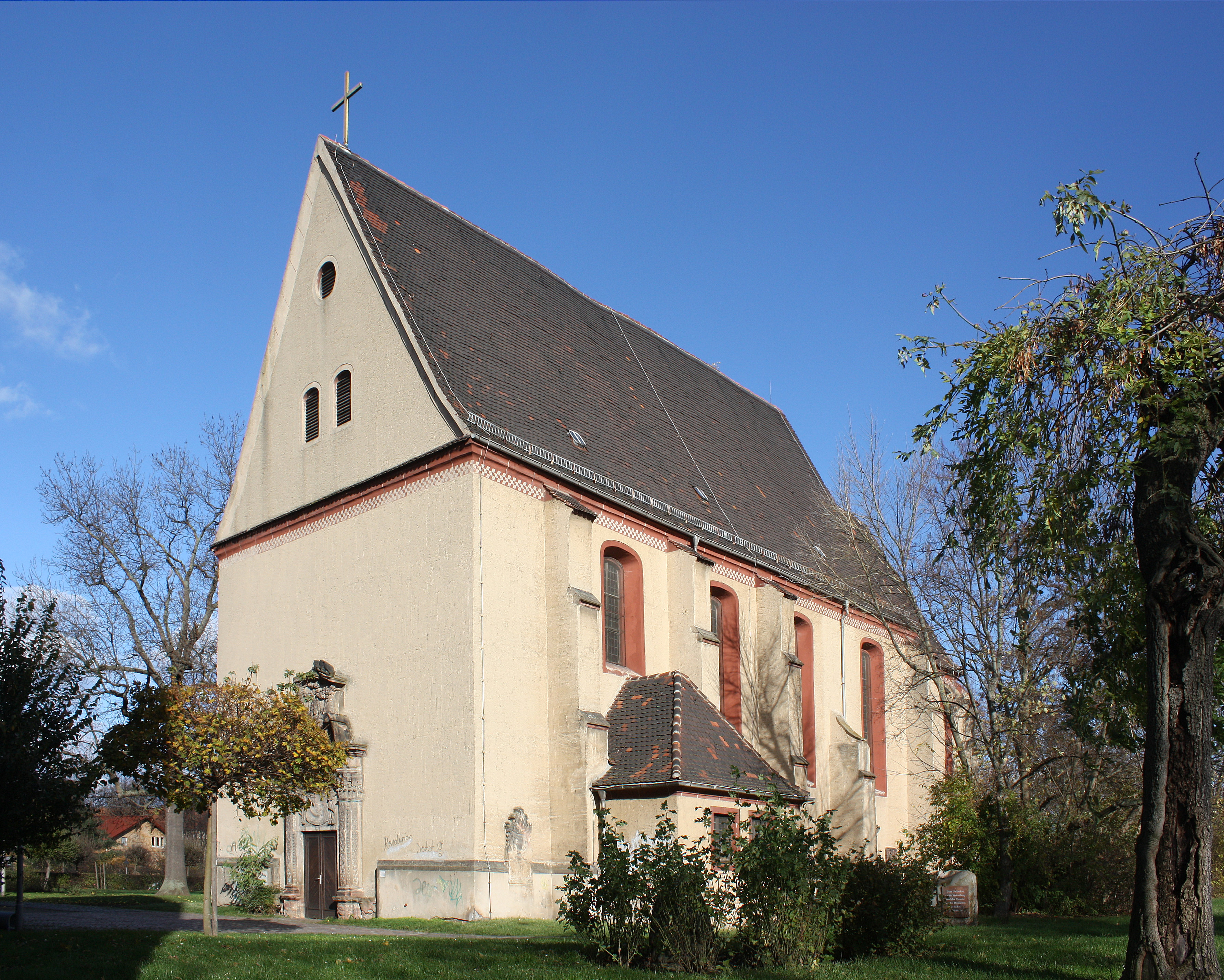
Marienkirche Delitzsch

Die evangelische Marienkirche Delitzsch ist eine gotische Saalkirche in Delitzsch im Landkreis Nordsachsen in Sachsen. Sie gehört zur Kirchengemeinde Delitzsch im Kirchenkreis Torgau-Delitzsch der Evangelischen Kirche in Mitteldeutschland.

## Geschichte und Architektur
Die gotische Kirche wurde an Stelle eines Vorgängerbauwerks im Jahr 1518 erbaut (nach einer Inschrift am nördlichen Strebepfeiler) und im Jahr 1587 fertiggestellt. Nach Verfall in den Jahren 1631 bis 1650 wurde das Bauwerk in den Jahren 1720–1730 barock wiederhergestellt; eine Restaurierung wurde 1980–1988 durchgeführt. Das turmlose, verputzte Backsteinbauwerk wurde mit eingezogenem, dreiseitigem Chorschluss und Strebepfeilern mit aufgemalter Sandsteinquaderung ausgebildet, ebenso das profilierte Dachgesims mit einem darunter aufgemalten Fries aus rot-weißem Schachbrettmuster. Am Chor sind zweibahnige Maßwerkfenster aus Sandstein von 1570 eingebaut, der Saal wird mit hohen barocken Korbbogenfenstern erhellt. Das Westportal wurde mit einem ursprünglich kraftvollen Architekturaufbau als Epitaph für Dr. Christian Schultze im Jahr 1729 gestaltet, erhalten sind davon die reliefierten Pilaster und der gesprengte Volutengiebel sowie über dem Eingang die Draperie mit Inschrift, bekrönt von Kartusche, Wappen und Stifterrelief im Giebelfeld. An der Südseite des Saals und an der Nordostseite des Chores sind mehrere Grabsteine des 18. Jahrhunderts mit zeittypisch von Rocaille- und Bandelakanthuswerk gerahmten Kartuschen und Inschriftfeldern, teils mit Putten und Genien, erhalten.
Im Innern ist der Chor mit Netzgewölben geschlossen, die Schnittpunkte der farbig gefassten Rippen sind durch aufgemalte Flammen und Strahlen hervorgehoben. Der Saal ist mit einer schlichten Holzkassettendecke aus der Zeit um 1930 abgeschlossen, zwischen Saal und Chor ist ein Chorbogen eingezogen. An den Seiten sind eingeschossige hölzerne Emporen des 18. Jahrhunderts auf Kandelabersäulen eingebaut.

## Ausstattung
Der Altar und die Kanzel befanden sich ursprünglich in der Stadtkirche St. Peter und Paul. Der zweiflügelige Schnitzaltar wurde von der Schusterinnung um 1515 gestiftet; die schlanken Schnitzfiguren sind in stoffreichen Gewändern dargestellt. In der Predella sind die Schutzheiligen der Schuhmacher, die Heiligen Crispinus und Crispinianus als arbeitende Schuster zu sehen. Die Flügel der Predella sind mit Darstellungen von Papst Urban I. und dem heiligen Hubertus, auf der Außenseite die Gregoriusmesse. Im Schrein ist eine Mondsichelmadonna dargestellt, seitlich die Heiligen Agnes und Ursula (?), in den Flügeln Hieronymus und Joseph in zeittypischer Kleidung mit dem Christusknaben an der Hand; die Außenseiten sind bemalt mit Darstellungen von sechs der vierzehn Nothelfer, Bischof Albanus und einem weiteren Heiligen in leuchtenden, intensiven Farben; auf der Rückseite des Schreins ist phantasievolles Rankenwerk zu sehen.
Die hölzerne Kanzel ist farbig gefasst, mit ausdrucksstarken Figuren und prächtigem Beschlagwerk, eine beachtenswerte Arbeit aus einer Freiberger Werkstatt der Ditterich mit der Jahreszahl 161. Eine Restaurierung erfolgte im Jahr 1920. Der von einer Paulusstatue getragene vierseitige Korb ist mit vollplastischen Schnitzfiguren der Evangelisten und Christi zwischen korinthischen Säulen versehen. Die stark kontrapostisch dargestellten Figuren sind mit hageren Gesichtern und bewegten Gewändern gestaltet. An der Treppenwange sind figurenreiche Reliefs mit der Verkündigung Mariä, der Geburt und der Beschneidung Christi zu sehen. Auf dem Gebälk des Treppenportals ist eine Kartusche mit Adler, bekrönt von einem stehenden und seitlich zwei sitzenden Engeln, angeordnet.
Die Taufe und ein Kruzifix wurden 1958 von Elly-Viola Nahmmacher geschaffen.
Die Orgel mit fünfteiligem Prospekt mit geschnitzten gotisierenden Schleierbrettern ist ein Werk von Carl Friedrich Wilhelm Loewe aus dem Jahr 1852, das von Eule Orgelbau 1913 überarbeitet wurde.
Im Chor ist eine anmutige Marienfigur mit Kind im Weichen Stil aus den Jahren um 1420/30 zu sehen, die ursprünglich am südlichen Strebepfeiler stand. Ebenfalls im Chor sind zwei figürliche Grabdenkmäler des Ehepaars Euphemia von Hochstetter († 1620) und Gregorius von Hochstetter († 1615) aufgestellt. Die Grabsteine aus Alabaster sind mit frontalen Relieffiguren der Verstorbenen in schlichter bürgerlicher Kleidung gestaltet. An der Südwand des Saals ist ein hölzernes, asymmetrisches Epitaph für sieben Jungen mit farbig gefasster Kartusche, gerahmt von Bandelwerk mit Engelsgestalten mit einer Draperie aus dem Jahr 1732, aufgestellt.